# Appana furca
Appana furca är en fjärilsart som beskrevs av Fletcher 1961. Appana furca ingår i släktet Appana och familjen nattflyn. Inga underarter finns listade i Catalogue of Life.